# Metodo ragionato per l'apprendimento della lingua latina
L'Esposizione di un metodo ragionato per apprendere la lingua latina, è un trattato linguistico scritto da César Chesneau Dumarsais nel 1722 e dedicato alla famiglia di Bauffremont.